# Креничі
Кре́ничі — село в Україні, в Обухівському районі Київської області. Населення становить 135 осіб.

## Галерея

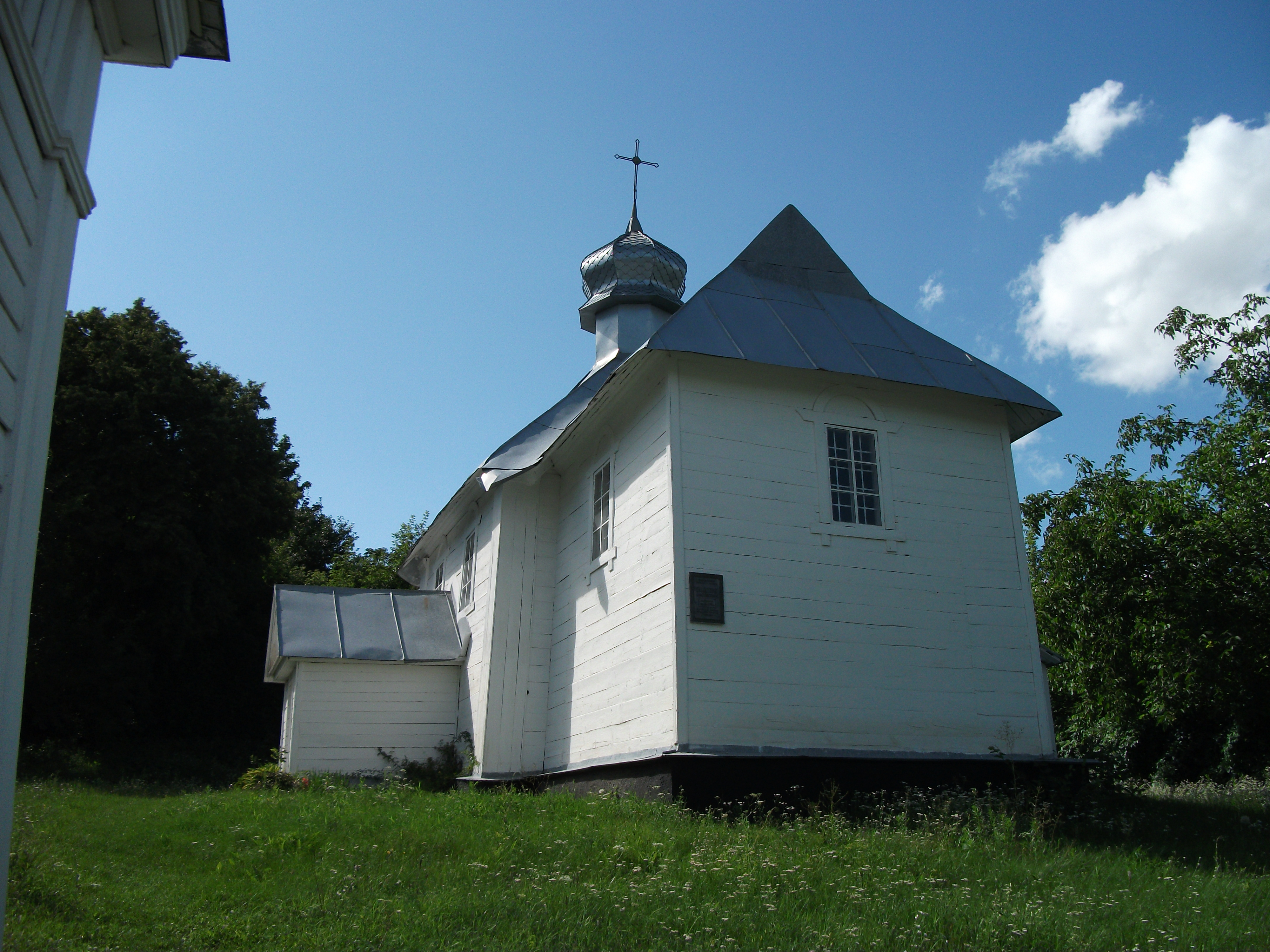
Церква Покрови Богородиці (1761)
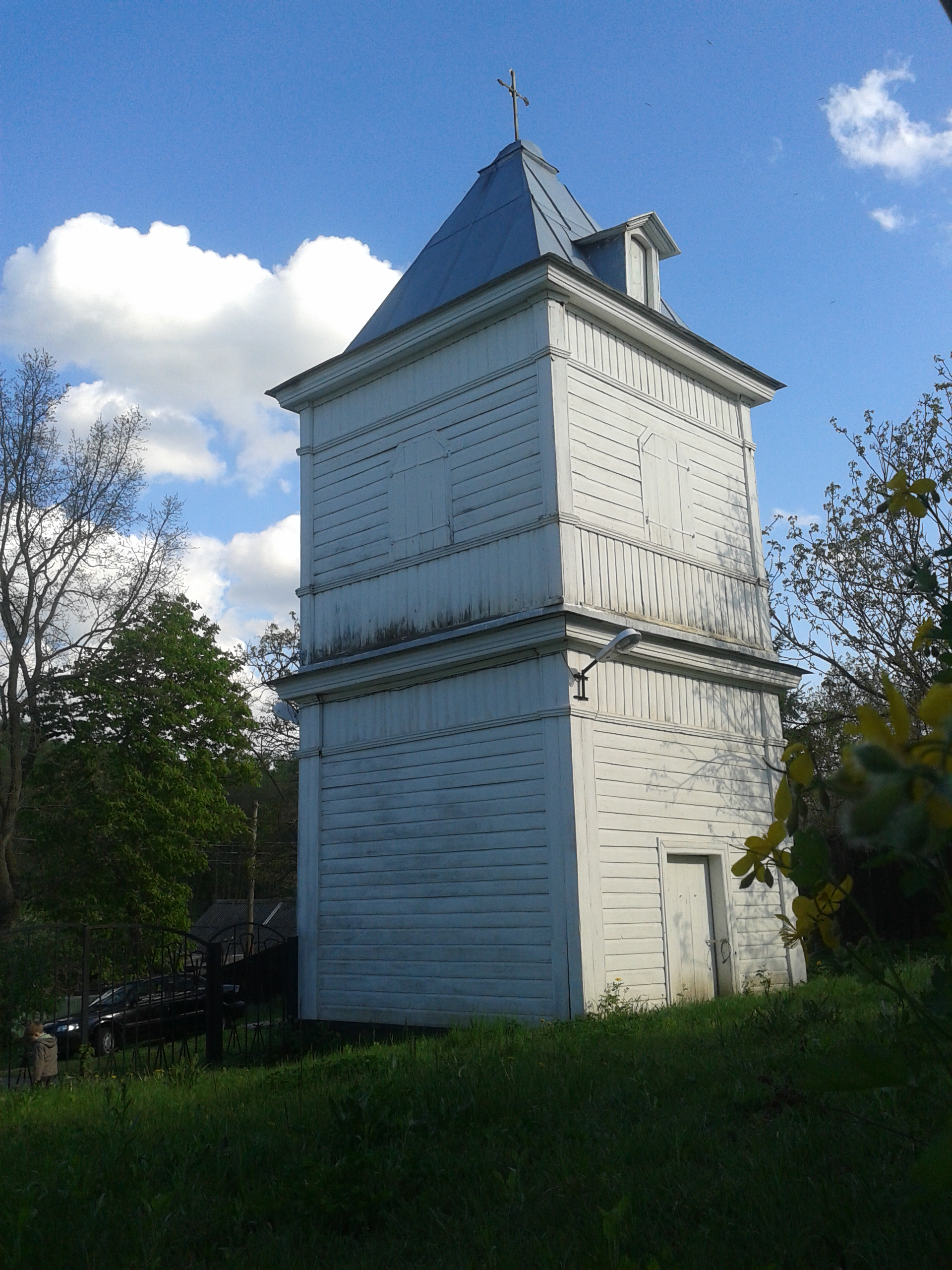
Дзвінниця церкви
Пам'яті воїнів ДСВ
Фельдшерсько-акушерський пункт